# Specke (Straßenbau)

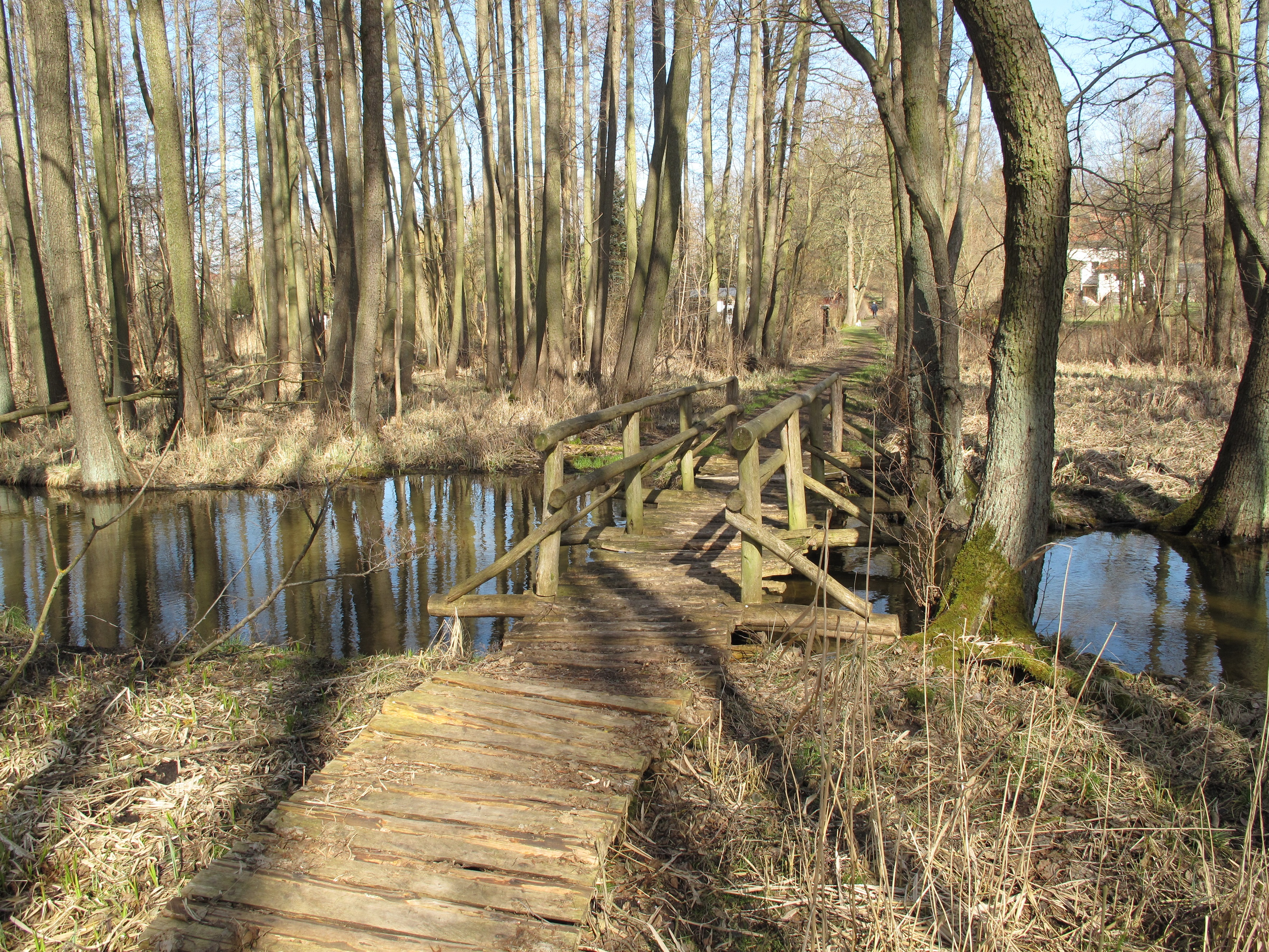
Speckbrücke und Prügelweg am Werderfließ bei Buckow, Landkreis Märkisch-Oderland

Specke, auch Speck, Spicke, Spick, Spieke, Spich oder Spöck, ist eine früher weit verbreitete Bezeichnung für einen aus Reisig oder Holzknüppeln gebauten Knüppeldamm, Knüppelweg oder Prügelweg zur Überquerung eines feuchten Tales oder auch für eine Knüppelbrücke zum Überqueren eines flachen Flussbetts. 
Bereits im Jahre 819 wird in der Klosterchronik Casus sancti Galli des Ratpert von St. Gallen eine Specprucca (Speckbrücke) erwähnt, und noch heute gibt es viele Speckbrücke, Spickebrücke oder Späkebrücke genannte Flussübergänge. 
Die Bezeichnung ist seit dem späten Mittelalter in unveränderter Form im hochdeutschen wie auch im niederdeutschen Sprachraum bezeugt. Sie ist abgeleitet vom Althochdeutschen spach, spacha, spaha = Rute, Holzbündel, Faschine, spache = dürres Holz, Reis, und dem davon hergeleiteten spanahi, spechi = Damm oder Deich aus Reisig und Erde. Daher stammen auch die Bezeichnungen Speckdamm und Speckdeich. Das Wort ist heute Bestandteil zahlreicher Orts- und Flurnamen, wie z. B. Speckswinkel, Zell an der Speck, Diespeck und Specken (Bad Zwischenahn). Mehr als dreißig Siedlungen im deutschen Sprachraum heißen Speck, Specke, Specken oder in Süddeutschland, wo der Vokal in der Mundart häufig zu „ö“ gewandelt wurde, Spöck.